# U xương ác tính
U xương ác tính (Osteosarcoma) hoặc sarcoma xương (osteogenic sarcoma, OGS) là một khối u ung thư trong xương. Cụ thể, nó là một khối u hung hăng ác tính  phát sinh từ các tế bào chuyển hóa nguyên thủy nguồn gốc từ trung mô (và do đó là một sarcoma) và nó thể hiện các đặc tính khác biệt của nguyên bào xương và tạo ra u ác tính giống xương.
Osteosarcoma là dạng mô học phổ biến nhất của ung thư xương nguyên phát. Nó phổ biến nhất ở thanh thiếu niên và thanh niên.

## Dấu hiệu và triệu chứng
Trước tiên, nhiều bệnh nhân phàn nàn về cơn đau có thể tồi tệ hơn vào ban đêm, có thể không liên tục và với cường độ khác nhau và có thể đã xảy ra trong một thời gian. Thanh thiếu niên hoạt động thể thao thường phàn nàn về đau ở xương đùi dưới hoặc ngay dưới đầu gối. Nếu khối u lớn, nó có thể xuất hiện dưới dạng sưng cục bộ. Đôi khi gãy xương đột ngột là triệu chứng đầu tiên, vì xương bị ảnh hưởng không mạnh như xương bình thường và có thể bị gãy bất thường với chấn thương nhẹ. Trong trường hợp khối u nằm sâu hơn mà không gần với da, chẳng hạn như những khối u có nguồn gốc từ khung chậu, sưng cục bộ có thể không rõ ràng.

## Nguyên nhân
Một số nhóm nghiên cứu đang điều tra các tế bào gốc ung thư và khả năng gây ra khối u cùng với gen và protein gây ra ở các kiểu hình khác nhau. Xạ trị cho các bệnh không liên quan có thể là một nguyên nhân hiếm gặp.